# Albert Ehrensvärd
Albert Carl August Lars Ehrensvärd, (Björkö egyházközség, Jönköping megye, 1821. január 10. – Tosterup birtok, Skåne tartomány, 1901. január 31.) svéd gróf, Göteborg és Bohus megye kormányzója (landshövding) 1864–1885 között, külügyminiszter 1885–1889 között.

## Élete és munkássága
A család egyik őse XII. Károly svéd király katonatisztje volt, tőle kapta a nemességet és a családnevet. Albert Ehrensvärd a lundi egyetemen végzett 1841-ben zoológia szakon. 1842-ben diplomáciai szolgálatba lépett. Külügyi pályájának egyik fontos teljesítménye volt a házassági szerződés tető alá hozása 1856-ban a leendő Zsófia svéd királyné az ugyancsak leendő II. Oszkár svéd király között.
1859-ben Ehrensvärd visszavonult a diplomáciai szolgálatból Tosterup nevű birtokára gazdálkodni. Ez alatt az idő alatt több bank, biztosítótársaság valamint vasúttársaság vezetőségének is tagja lett. 1864-ben kinevezték Göteborg és Bohus megye kormányzójának. Kormányzói munkájának fő területei a népoktatás, a mezőgazdaság és halászat ügyei voltak. Az ő idejében vezették be a landshövdingehus-nak, kormányzó-háznak nevezett háztípust Göteborgban. A nagyvárosban addig tűzvédelmi okokból csak kétszintes faházakat volt szabad építeni, ezután engedélyezték a háromszintes házak építését azzal, hogy a földszintnek kőből kellett épülnie.
Ehrensvärd nemesi ragjánál fogva számos periódusban tagja volt a svéd parlament felsőházának és aktívan részt vett több bizottság munkájában. 1885-ben külügyminiszterré nevezték ki. Miniszteri ideje alatt több reformot sikerült keresztülvinnie a külügyi apparátusban. 1899-ben lépett ki a kormányból, a következő évben a parlamentet is elhagyta. Utolsó 12 évét a birtokán töltötte, ahol főleg a könyvtárával foglalkozott.

## Családja
Ehrensvärd 1852-ben vette el feleségül a német–svéd–norvég nemesi család lányát, Ingeborg Hedvig Vogtot (1825-1904). Hét gyermekük közül az ifjabb Albert Ehrensvärd (1867–1940) szintén külügyminiszter (1911–1914) lett.

## Magánélete

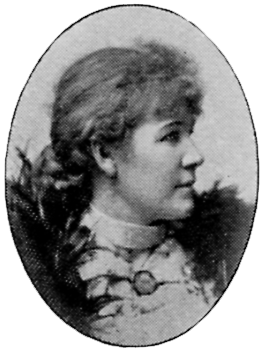
Jenny Nyström

Az 1870-es évek elején Ehrensvärd a göteborgi múzeumban felfigyelt Jenny Nyströmre, a későbbi neves festőre, aki ott tanulmányi célból híres festményeket másolt. A kormányzó a tehetséges diáklányt beajánlotta a stockholmi Kunstakademie-be és annak elvégzéséig, további nyolc évig rendszeres támogatásban részesítette.

## Fordítás
- Ez a szócikk részben vagy egészben a Albert Ehrensvärd den äldre című svéd Wikipédia-szócikk ezen változatának fordításán alapul.  Az eredeti cikk szerkesztőit annak laptörténete sorolja fel. Ez a jelzés csupán a megfogalmazás eredetét és a szerzői jogokat jelzi, nem szolgál a cikkben szereplő információk forrásmegjelöléseként.